# Diocesi di Gergi
La diocesi di Gergi (in latino Dioecesis Gergitana) è una sede soppressa e sede titolare della Chiesa cattolica.

## Storia
Gergi, identificabile con Zarzis nell'odierna Tunisia, è un'antica sede episcopale della provincia romana della Tripolitania.
Complessa è la ricostruzione della storia di questa diocesi. Le difficoltà nascono dal fatto che nel concilio indetto da Bonifacio di Cartagine nel 525 intervennero due vescovi, la cui sede episcopale, nelle fonti coeve, risulta essere quasi identica: Vincenzo episcopus Girbitanus e Donato episcopus Gerbitanus.
Gli autori ritengono possibile che sull'isola di Djerba esistessero due sedi vescovili che portavano lo stesso nome. Toulotte avvalora anche un'altra ipotesi, e che cioè Gerbitanus sia un errore di trasmissione testuale per Gergitanus, indicando con questo termine la città di Gergi, identificata con Zarsis, sul litorale tunisino. Questa identificazione è fatta propria dall'Index sedium titularium della Chiesa cattolica. Non trova credito invece l'interpretazione di Morcelli, che ha sostenuto l'esistenza di una diocesi Girbensis in Proconsolare.
Oltre a Donato, intervenuto al concilio del 525, Toulotte e Mesnage assegnano alla diocesi di Gergi anche il vescovo Gallione il quale non poté assistere al concilio di Cabarsussi, tenuto nel 393 dai massimianisti, setta dissidente dei donatisti, per cui fu Procolo di Girba a sottoscrivere gli atti al suo posto. Tuttavia negli atti del concilio non è indicata la sede di appartenenza del vescovo Gallione.
Dal 1933 Gergi è annoverata tra le sedi vescovili titolari della Chiesa cattolica; dal 19 marzo 2024 il vescovo titolare è Vicente de Paula Tavares, vescovo ausiliare di Brasilia.

## Cronotassi

### Vescovi residenti
- Gallione ? † (menzionato nel 393) (vescovo donatista)

- Donato † (menzionato nel 525)

### Vescovi titolari
- John van Sambeek, M.Afr. † (19 novembre 1936 - 25 marzo 1953 nominato vescovo di Kigoma)
- Otávio Barbosa Aguiar † (6 novembre 1954 - 24 febbraio 1956 nominato vescovo di Campina Grande)
- Luis Aníbal Rodríguez Pardo † (28 luglio 1956 - 22 maggio 1958 nominato vescovo di Santa Cruz de la Sierra)
- Luigi Oldani † (31 ottobre 1961 - 5 agosto 1976 deceduto)
- Antonio María Rouco Varela (17 settembre 1976 - 9 maggio 1984 nominato arcivescovo di Santiago di Compostela)
- Patricio Infante Alfonso † (7 agosto 1984 - 12 dicembre 1990 nominato arcivescovo di Antofagasta)
- Jurij Bizjak (13 maggio 2000 - 26 maggio 2012 nominato vescovo di Capodistria)
- Sérgio de Deus Borges (27 giugno 2012 - 17 luglio 2019 nominato vescovo di Foz do Iguaçu)
- Jorge Luis Wagner (24 settembre 2019 - 22 febbraio 2024 nominato vescovo di Comodoro Rivadavia)
- Vicente de Paula Tavares, dal 19 marzo 2024